# Ernst Hofmann (Ethnograph)
Ernst Hofmann (* 25. August 1944 in Greiz; † 11. Juni 2019) war deutscher Ethnograph und Fachinformator.

## Leben
Nach dem Schulbesuch studierte Hofmann Ethnographie und legte 1970 seine Diplomarbeit zum Thema Das Proletariat als Forschungsgegenstand der bürgerlichen deutschen Volkskunde vor. Er wurde wissenschaftlicher Mitarbeiter am Stadtarchiv Karl-Marx-Stadt, das damals unter Leitung von Gert Richter stand. 1987 war er Abteilungsleiter am Institut für Museumswesen Berlin.
Ernst Hofmann legte in der DDR mehrere Veröffentlichungen zu erkenntnistheoretisch-museumspädagogischen Problemen, zur Bibliographie und zu Fragen der Geschichte der Arbeiterbewegung in Chemnitz und Umgebung vor, so über das Meldewesen und die Aktion des vereinten Chemnitzer Maschinenbauproletariats 1850. 1980 publizierte er Das Chemnitzer Adreßbuch. Geschichte und Quellenwert. In: Das Meldewesen der Stadt Chemnitz im Kapitalismus – Einführung und Übersicht zum Bestand Polizeimeldebücher und zu den Adreßbüchern im Stadtarchiv Karl-Marx-Stadt. Nach 1990 widmete er sich verstärkt Themen um Sonneberg und über das dortige Spielzeugmuseum, dessen Direktion er von 1990 bis 2007 innegehabt hatte.
In den Regionialgeschichtlichen Beiträgen aus dem Bezirk Karl-Marx-Stadt publizierte er 1981 den Beitrag Die Anfänge der sozialistischen Presse- und Verlagstätigkeit in Chemnitz. Darin wies er nach, dass Karl Marx Mitautor einer in Chemnitz erschienenen Schrift zur Popularisierung seines wissenschaftlichen Hauptwerkes Das Kapital gewesen war und so zumindest einen gewissen Bezug zu der 1953 ihm zu Ehren in Karl-Marx-Stadt umbenannten Stadt hatte.